# 달을 먹다
"달을 먹다"(月食: A Lunar Eclipse)는 한국에서 제작된 최반 감독의 2001년 드라마 영화이다. 조은경 등이 주연으로 출연하였다.

## 출연

### 주연
- 조은경
- 이정국
- 최진호

## 기타
- 조명: 강성훈
- 녹음: 이경준
- 믹싱: 김수현